# ТГМ3
ТГМ3 (Тепловоз з Гідравлічною передачею, Маневровий, 3-тя серія) — серійний радянський маневровий тепловоз з гідромеханічною передачею.

## Історія
Після передачі випуску тепловозів ТГМ2 на Людинівський тепловозобудівний завод проєкт тепловоза зазнав значної переробки та після побудови трьох ТГМ2 завод перейшов на випуск нової серії, яка отримала позначення ТГМ3. Перші п'ять тепловозів ТГМ3 були випущені заводом 1959.
З 1961 паралельно був налагоджений випуск модифікації під назвою ТГМ3А, основною відмінністю якої було використання гідропередачі Калузького машинобудівного заводу замість гідропередачі Луганського заводу, яка використовувалася на тепловозах ТГМ3. Раніше ця передача використовувалася на магістральних тепловозах ТГ102рк.
З 1966 будувалася ще одна модифікація серії — ТГМ3Б, що використовувала гідропередачу без гідромуфт.
Також в процесі випуску були побудовані два дослідні тепловози — ТГМ3М (модифікація ТГМ3 з іншим гідротрансформатором та іншими змінами) і ТГМ3О (інше позначення — ТГС, тепловоз з гідростатичною передачею).

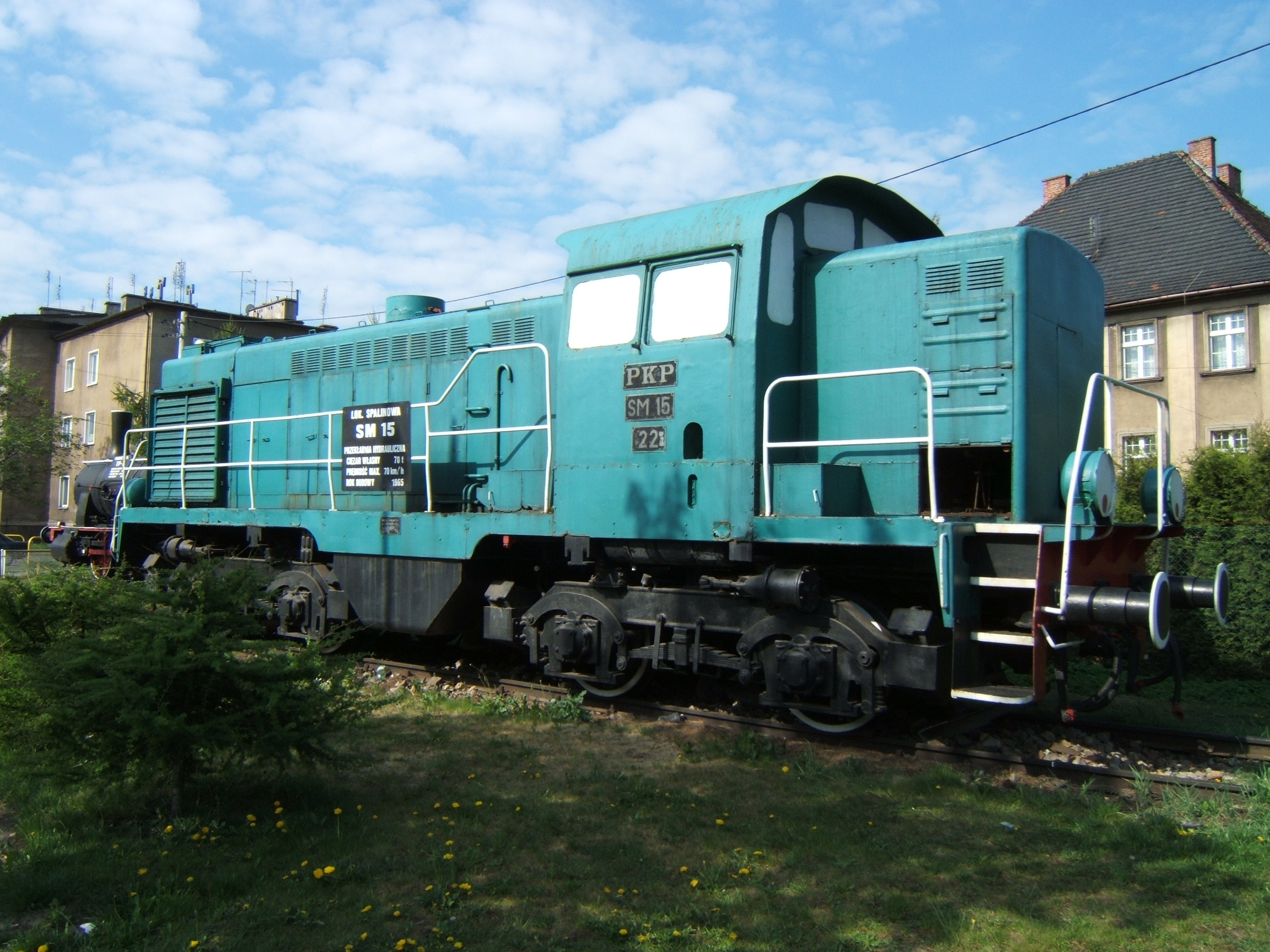
Польський SM15-22

З 1959 по 1977 було випущено майже 4 тисяч локомотивів ТГМ3 і його модифікацій. 1200 з них працювало на залізницях МШС. 75 тепловозів пішли на експорт до Болгарії, Ірану, Туреччини, Єгипту і КНР.
В Польщі за радянською документацією з 1963 по 1966 випускалася своя версія тепловоза — SM15.

## Конструкція
Кузов і двовісні візки були розроблені спеціально для цієї серії тепловозів. Частина елементів конструкції візків були раніше випробувані на тепловозах ТЕ3.
Електрична схема ланцюгів управління передбачала можливість роботи за системою багатьох одиниць.
Двигун — М751. Загальна схема передачі аналогічна тепловозу ТГМ2. На дослідних ТГМ3М, а також на низці наступних серійних ТГМ3, застосовувався двигун М753 без обладнання для повітряного пуску. На кількох тепловозах серії ТГМ3А встановлювалися двигуни М773 з газотурбінним наддувом. При ремонті тепловозів деякі підприємства встановлювали на них двигун 1Д12-400 потужністю 400 к.с., який використовували на тепловозах серії ТГМ1.
На дослідному ТГМ3Б-2000 використали пневмопідвішування замість ресорного.